# Adunările Ad-Hoc
Adunările Ad-Hoc, mai cunoscute sub numele neoficial de Divanuri Ad-Hoc, au fost adunări consultative convocate în 7 octombrie 1857 în Moldova și în 8 octombrie 1857 în Valahia, cu scopul de a exprima voința populației cu privire la organizarea definitivă a principatelor. Divanurile erau alcătuite din reprezentanți ai bisericii, ai marii boierimi, ai burgheziei si ai țărănimii cu suprafete intinse de teren. 

## Contextul istoric
Tratatul de la Paris (13/25 februarie - 18/30 martie 1856) care pune capăt Războiului Crimeii, pe lângă alte clauze referitoare la Principatele Române, prevedea: 
„Art. 24 Majestatea Sa Sultanul promite să convoace imediat, în fiecare din cele două principate, un Divan ad hoc compus de așa manieră încât să constituie reprezentarea cât mai exactă a intereselor tuturor claselor societății. Aceste Divane sunt chemate să exprime voința populației referitoare la organizarea definitivă a Principatelor.
O instrucțiune a Congresului va regla raporturile Comisiei cu aceste Divane.”

## Adunarea Ad-Hoc a Moldovei

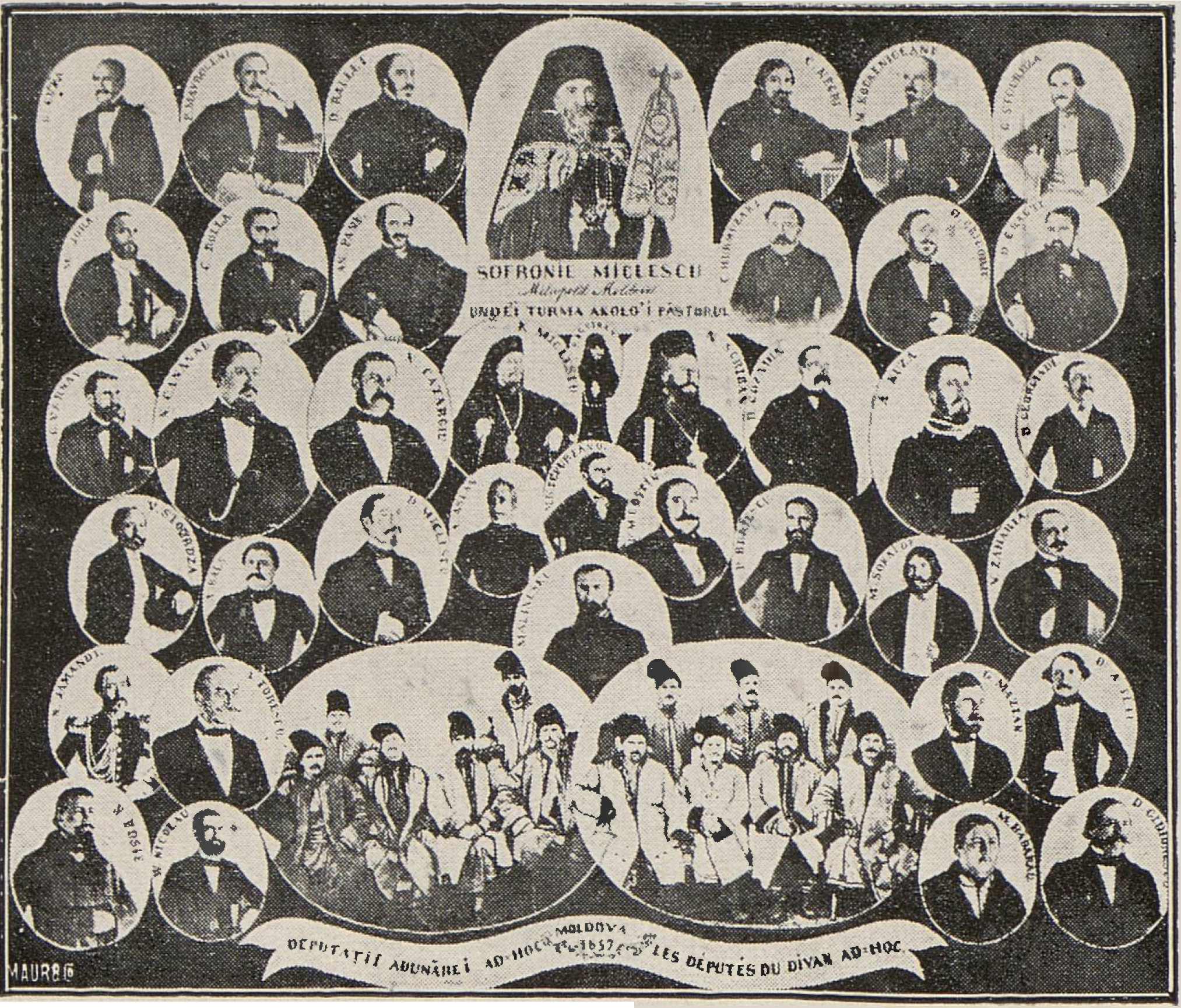
Divanul ad-hoc al Moldovei

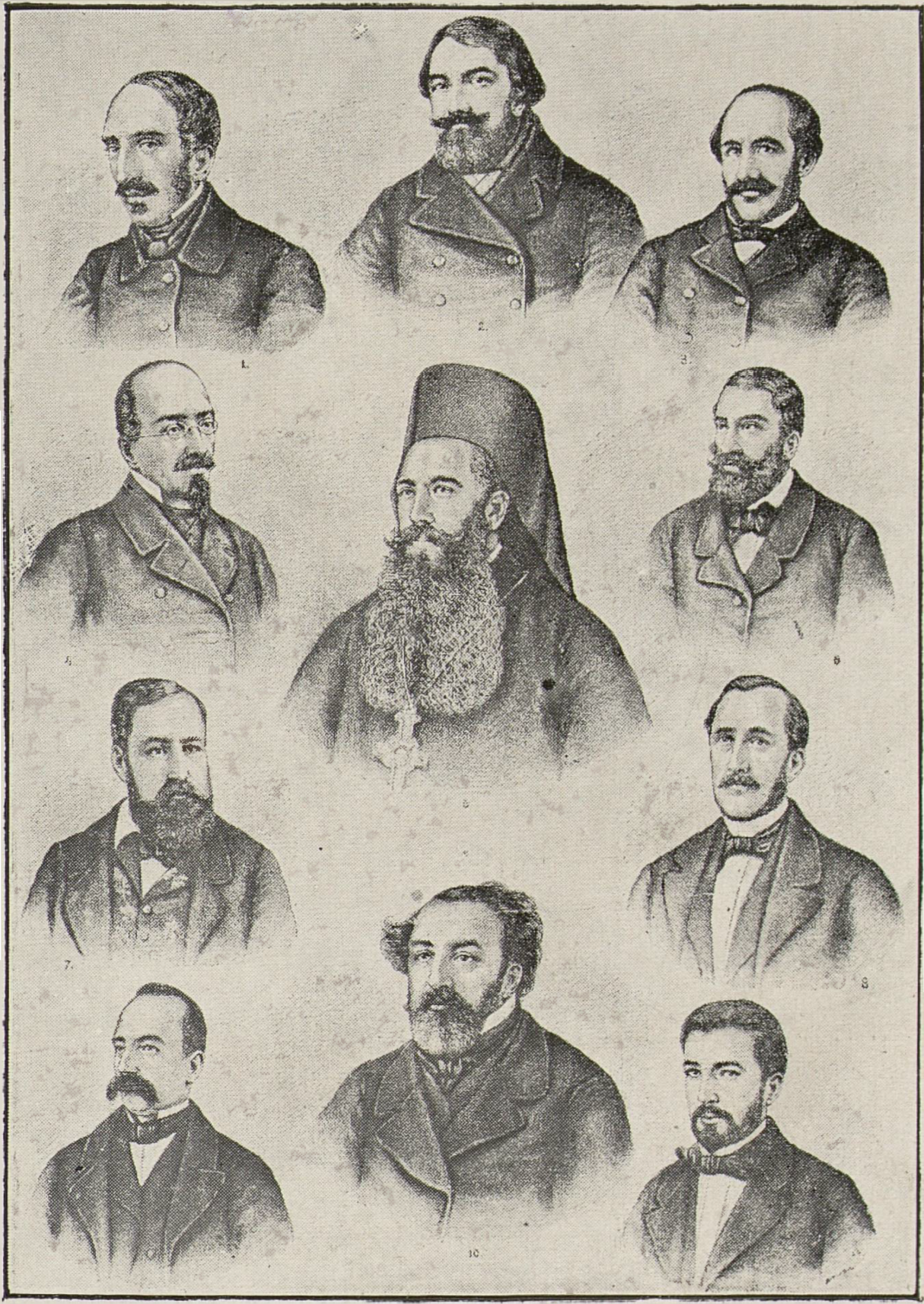
Comitetul unionist din Iași 1) Dimitrie Ralet, 2) Costache Negri, 3) Anastasie Panu, 4) Mihail Kogălniceanu, 5) Arhimandritul Neofit Scriban, 6) Manolache Costache Epureanu, 7) Dimitrie Kracti, 8) Petre Mavrogheni, 9) Dimitrie Cozadini, 10) Constantin Hurmuzachi, 11) Dimitrie A. Sturdza

Divanul ad-hoc al Moldovei a fost format dintr-un număr de 85 de deputați, aleși în cinci colegii: cler, mari proprietari, mici proprietari, reprezentanți ai orașelor și reprezentanți ai satelor. Componența divanului era următoarea: 8 reprezentanți ai clerului, 28 de reprezentanți ai marilor proprietari, 14 reprezentanți ai micilor proprietari, 15 reprezentanți ai populației rurale și 20 reprezentanți ai populației urbane.:p. 9

## Adunarea Ad-Hoc a Valahiei

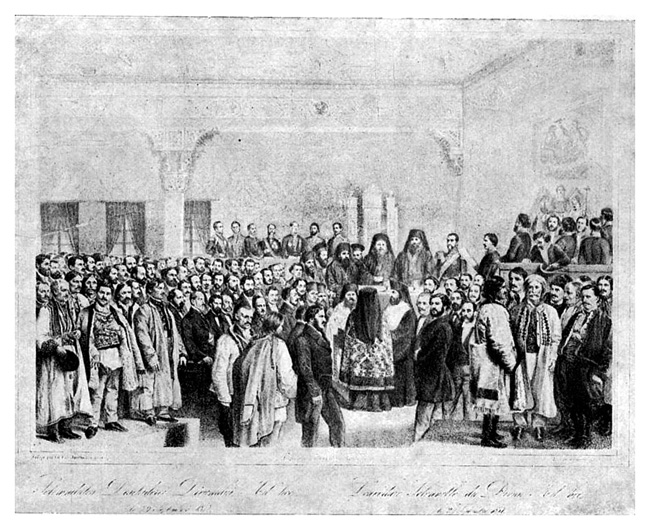
Divanul Ad-Hoc din București

Divanul ad-hoc al Valahiei a fost format dintr-un număr de 100 de deputați (10 reprezentanți ai clerului, 34 de reprezentanți ai marilor proprietari, 17 reprezentanți ai micilor proprietari, 17 reprezentanți ai populației rurale și 22 reprezentanți ai populației urbane).
Cler
- Mitropolitul Nifon
- Episcopul Filotei de Buzău
- Episcopul Clement de Argeș
- Episcopul Calinic de Râmnic
- Arhimandritul Ieronim, egumenul Mănăstirii Bistrița
- Arhimandritul Atanasie, egumenul Mănăstirii Sadova
- Protopopul Ioan, deputatul clerului din București
- Protopopul Constantin, deputatul clerului din Argeș
- Protopopul Vasile, deputatul clerului din Buzău
- Protopopul Constantin, deputatul clerului din Râmnic

## Evoluția evenimentelor
Hotărârile celor două adunări aveau, cu redactări ușor diferite, solicitări comune:
- respectarea vechilor capitulații dintre țările române și Înalta Poartă, din 1393, 1460, 1513 și 1634, care prevedeau că acestea sunt teritorii neocupate și independente;
- unirea Principatelor într-un singur stat, cu numele de România;
- prinț străin cu tron ereditar, ales dintr-o dinastie domnitoare a Europei apusene, ai cărui succesori să fie crescuți în religia țării;
- neutralitatea pământului Principatelor (Adunarea Ad-Hoc a Moldovei);
- o Adunare obștească pe bază electorală cât mai largă (ambele adunări) „după datinele cele mai vechi ale țării” (Adunarea Ad-Hoc a Valahiei)[5].

Toate acestea sub garanția colectivă a puterilor care au subscris Tratatul de la Paris.

## Alegerea lui Alexandru Ioan Cuza
În istoria modernă a României, funcționând efectiv între anii 1857- 1859, adunările ad-hoc ale celor două state românești, Țara Românească și Moldova, care au fost mandatate conform actelor normative ale Congresului de pace de la Paris din 1856, au devenit celebre prin folosirea cu eleganță a ceea ce nu fusese stipulat în condițiile inițiale ale Unirii Principatelor, impuse de către Marile Puteri de atunci. Profitând ingenios de o greșeală generată de frazeologia juridică a timpului, (era impusă alegerea a doi domni, dar nu împiedica o persoană să candideze simultan în ambele țări), adunările ad-hoc au ales în loc de doi domni, pe același, Alexandru Ioan Cuza, dar de două ori, la 5 ianuarie, respectiv 24 ianuarie 1859.